# 日本外交
日本外交主要建基於日美安保條約，或美日防衛協定。作為美國於亞洲關係最密切的同盟國，以及戰後幾十年美國對日的軍事協助，日本的外交政策在某程度上受到美國的影響。安倍晉三與麻生太郎內閣自2006年起即為倡議強調已與日本同樣具有尊重和平、自由、民主、人權、法治、市場經濟等基本價值的國家強化合作的價值觀外交與自由與繁榮之弧。在除联合国安理会常任理事国之外其余的世界各国之中，日本拥有最多的驻外机构及外国驻日机构。

## 概要
日本目前与除朝鲜之外的联合国会员国以及梵蒂冈、科索沃、库克群岛和纽埃保持外交关系。

## 與各國關係
| 國家           | 正面 | 负面 | 中立 | 正负面差 |
| -------------- | ---- | ---- | ---- | -------- |
| 中华人民共和国 | 22%  | 75%  | 3    | -53      |
| 西班牙         | 39%  | 36%  | 25   | 3        |
| 土耳其         | 50%  | 32%  | 18   | 18       |
| 巴基斯坦       | 38%  | 20%  | 42   | 18       |
| 印度           | 45%  | 17%  | 38   | 28       |
| 俄羅斯         | 45%  | 16%  | 39   | 29       |
| 秘魯           | 56%  | 25%  | 19   | 31       |
| 奈及利亞       | 57%  | 24%  | 19   | 33       |
| 英国           | 65%  | 30%  | 5    | 35       |
| 墨西哥         | 59%  | 23%  | 18   | 36       |
|                | 58%  | 22%  | 20   | 36       |
| 德国           | 50%  | 13%  | 37   | 37       |
| 印度尼西亞     | 57%  | 17%  | 26   | 40       |
| 美国           | 65%  | 23%  | 12   | 42       |
| 法國           | 74%  | 21%  | 5    | 53       |
| 巴西           | 70%  | 15%  | 15   | 55       |
|                | 78%  | 17%  | 5    | 61       |
| 加拿大         | 77%  | 12%  | 11   | 65       |

| 國家           | 正面 | 负面 | 中立 | 正负面差 |
| -------------- | ---- | ---- | ---- | -------- |
| 中华人民共和国 | 4%   | 90%  | 6    | -86      |
|                | 22%  | 77%  | 1    | -55      |
| 巴基斯坦       | 51%  | 7%   | 42   | 44       |
| 菲律賓         | 78%  | 18%  | 4    | 60       |
|                | 78%  | 16%  | 6    | 62       |
| 印度尼西亞     | 79%  | 12%  | 9    | 67       |
| 马来西亚       | 80%  | 6%   | 14   | 74       |

| 國家           | 正面 | 负面 | 中立 | 正负面差 |
| -------------- | ---- | ---- | ---- | -------- |
| 中华人民共和国 | 18%  | 71%  | 11   | -53      |
| 墨西哥         | 24%  | 34%  | 42   | -10      |
| 巴基斯坦       | 34%  | 15%  | 51   | 19       |
| 南非           | 41%  | 17%  | 42   | 24       |
| 印度           | 39%  | 13%  | 48   | 26       |
| 法國           | 55%  | 29%  | 16   | 26       |
| 葡萄牙         | 43%  | 13%  | 44   | 30       |
| 英国           | 58%  | 26%  | 16   | 32       |
| 德国           | 58%  | 25%  | 17   | 33       |
|                | 55%  | 11%  | 34   | 34       |
|                | 60%  | 26%  | 14   | 34       |
| 西班牙         | 57%  | 19%  | 24   | 38       |
| 埃及           | 52%  | 14%  | 34   | 38       |
|                | 61%  | 20%  | 19   | 41       |
| 土耳其         | 64%  | 21%  | 15   | 43       |
|                | 68%  | 20%  | 12   | 48       |
| 義大利         | 66%  | 18%  | 16   | 48       |
| 巴西           | 66%  | 16%  | 18   | 50       |
| 奈及利亞       | 65%  | 14%  | 21   | 51       |
| 加拿大         | 67%  | 16%  | 17   | 51       |
| 美国           | 69%  | 18%  | 13   | 51       |
| 智利           | 66%  | 14%  | 20   | 52       |
| 秘魯           | 64%  | 10%  | 26   | 54       |
| 俄羅斯         | 65%  | 7%   | 28   | 58       |
| 菲律賓         | 84%  | 12%  | 4    | 72       |
| 印度尼西亞     | 85%  | 7%   | 8    | 78       |

### 東亞
日本由于二战前对東亞多國的侵略和殖民统治，造成與中國和韓國的紧张關係。但是由于日本的侵略瓦解了白人至上主義、並促成了東南亞各國的獨立，也阻擋東南亞赤化；而且战后日本同东亚各国在经济上形成的共同巨大利益及日本對各國的各種援助，因此上，使日本又和各国有着紧密的联系。
另外，在中国大陆和港澳地區，日本同样有着大量投资与紧密关系，如日本辰野株式会社在新疆投资经营的辰野名品广场长期得到新疆維吾爾自治區人民政府的政策扶持，会长辰野元彦于1999年获时任乌鲁木齐市委书记杨刚颁给乌市“荣誉市民”称号，其子辰野元信继任会长后亦曾得到时任乌鲁木齐市委书记栗智的亲自接见。
日本雖然在西元1972年9月29日與中華民國斷交，但兩國在政治、經濟、文化、旅遊和教育等等依舊很密切，雙方在斷交後依設至駐外使館，相比于其他的东亚国家，中華民國亦屬友日國家。

### 東南亞
- 泰国是世界上对日本最有好感的国家之一，也是日本在东南亚最重要的投资及贸易伙伴。2011年前5月，日本以574.38亿泰铢的投资占泰国直接投资的第一位，中国以205亿泰铢居第二位，美国以33.73亿泰铢居第三位。日本文化及日资品牌在泰国经济及社会领域占有极重要的地位，泰国汽车行业投资中有70%—80%来自日本公司，日本企业授权泰国正大集团经营的7-11便利店在泰国已经遍地开花，基本挤掉了传统杂货铺的生存空间。
- 马来西亚与日本的双边经济贸易逐年增长。2011年，两国贸易总额达1453亿马币。日本将马来西亚液化天然气的进口增加到约34％。约有1,400家日本公司在马来西亚营业，创造了11,000多个就业机会。马来西亚政府的清真认证，使得清真食品行业的马来西亚公司能够在日本市场上表现出色。马来西亚也正考虑在日本建立一个清真工业园[5]。马来西亚首相马哈迪·莫哈末于2018年5月10日担任首相后曾七次出访日本，分別為：2018年6月出席第24届日经大会，与日本政府首脑会面；2018年8月率团往日本进行正式官访；2018年11月获日本天皇封赐勋章；2019年5月出席第25届日经大会；2019年8月出席日本青年论坛；2019年9月拜访京都电子企业，以及接领荣誉博士；2019年12月与夫人茜蒂哈斯玛前往日本，事务未明[6][7]。
- 在战后日本的对外政策中，同菲律宾的关系占有重要的地位。1983年5月，日本首相中曾根康弘到马尼拉作正式访问。菲律宾总统马科斯在欢迎词中指出，菲日两国的关系是“维护亚洲稳定与发展的重要因素”。2013年，日本外交蓝皮书将日菲关系提至重要议程。
- 東南亞各國多為親日國家，日本的調查顯示越南對日本的好感度最高，高過以親日聞名的泰國。

### 中西亞
- 在1973年的第四次中东战争中，日本被阿拉伯产油国归类为“中立国家”，没有和被归类为“不友好国家”的美国、英国、西德等西方国家一起遭受石油禁运。
- 1996年，日本政府向以色列和敘利亞邊境的戈蘭高地派遣數十名自衛隊員執行聯合國維和任務，之後日本自衛隊一直在戈蘭高地長期駐兵維和。 2012年12月，因敘利亞內戰不斷升級並波及邊境地區，日本宣布結束在戈蘭高地長達25年的維和行動，44名駐紮當地的自衛隊員全部撤回國內。
- 2009年9月22日，日本外相冈田克也婉拒了北约提议日本派自卫队员参加驻阿富汗多国部队的邀请。
- 2011年9月9日，日本宣布冻结以总统巴沙尔、副总统沙雷为首的15名叙利亚政府领导及6个叙利亚团体的在日资产。
- 2011年12月9日，日本宣布追隨美國和歐盟制裁伊朗，對超過300個伊朗團體和個人禁發簽證並凍結資產，但不會對伊朗的能源部門加以限制。
- 2012年3月20日，美國國務卿希拉里表示，免除對日本以及英、法、德、波蘭、捷克等10個歐洲國家的經濟制裁，因為這些國家已經“顯著地削減了”對伊朗原油的進口。但伊朗原油的最大消費國中國和印度仍將有可能受到製裁，美國的傳統盟友韓國和土耳其也在製裁之列。美國彭博社報導稱，當下的這個決定意味著日本在美國對伊制裁自2月28日生效後，有可能繼續購買部分伊朗石油而免受制裁。
- 2014年7月7日，日本外務省發表了“中亞＋日本對話10週年紀念”可愛角色印像圖，這幅圖參考日本和中亞五國的國旗和民風形象特別繪製了六種不同的可愛女性形象，作者為曾經創作過《雪莉》、《艾瑪》、《姊嫁物語》等漫畫作品的女性漫畫家森薰。
- 日本虽然不承认巴勒斯坦，但两国于对方首都互设代表处。

### 歐洲
- 1990年11月1日，日本駐德國大使館、義大利駐德國大使館（德语：Italienische Botschaft in Berlin）、阿拉伯聯合大公國駐德國大使館（德语：Botschaft der Vereinigten Arabischen Emirate in Berlin）所在的柏林施佩伯爵街（Graf-Spee-Straße）更名为广岛街，作为对广岛原爆的纪念，以表达反思二战、珍视和平之意。
- 2009年，在法国巴黎举办的首届日本流行文化节上，日本外务省委派了“漫画外交”的创始者之一——外务省“漫画外交”委员樱井隆昌作为流行文化特使到法国，向日本外交官面授机宜，传授“漫画外交”的技巧。
- 荷兰王室与日本皇室渊源颇深。2006年8月，应荷兰王室的邀请，日本皇太子德仁一家访问荷兰，并与贝娅特丽克丝女王及亚历山大王储一家共同参观了王室马车，深化了交流。2014年10月29日，访问日本的荷兰国王亚历山大在日方的欢迎晚宴上，引用日本传统诗句强调两国交流史超过了400年。他说，选择日本作为欧洲以外的第一个出访国家是因为两国王室关系亲密。但就日本二战时期的侵略史，亚历山大表示无法忘记。他说：“祖先留下的光荣历史以及沉痛历史都要继承。我没有忘记第二次世界大战时我国百姓和战士的经历。也无法忘记。和解的基础是了解对方经历的痛苦。”

### 中南美
- 2003年，古巴领导人菲德尔·卡斯特罗访问了广岛原爆中心并献了花圈和默哀。
- 2009年12月，委内瑞拉总统查韦斯警告说，如果日本丰田汽车工业公司不在委内瑞拉本土组装适用于乡村道路的四驱全地形车，他会将丰田驱逐出委内瑞拉。2014年2月，丰田公司宣布，由于无法获得外汇用以进口相应零件，将从本月13日起无限期暂停在委内瑞拉的生产活动。对此，委内瑞拉总统马杜罗回应称，已邀请丰田的管理层前往委内瑞拉进行协商。
- 2010年4月，玻利维亚外交部长戴维-乔凯华卡(David Choquehuanca)发表讲话痛斥日本公司在南美洲的掠夺行为。他说，虽然与当地农场主和村民发生了激烈冲突，但是日本公司仍然在玻利维亚大力开发银矿和铅矿。他说，日本住友集团全资拥有的San Cristobal公司每秒钟要用掉600升水(158加仑)用于洗选矿石，但是却没有支付一分钱。同年11月，玻利维亚矿业公司与日本国家石油、天然气和金属公司签署一项技术合作协定，以便研究开发玻利维亚的锂矿，有利于锂产品的加工和出口。

### 非洲
- 从1988年开始，日本每五年举办一次非洲开发会议。2013年的非洲开发会议在横滨召开，有40个非洲国家的首脑参加。
- 2008年，日本在北海道举办的洞爷湖八国峰会邀请了阿尔及利亚、埃塞俄比亚、加纳、尼日利亚、塞内加尔、南非、坦桑尼亚七个非洲国家及非洲联盟的领导人参与对话会议。
- 2011年6月3日，日本政府冻结了利比亚领导人卡扎菲及其相关人士在日本国内的银行存款等资产约44亿美元。同年12月28日宣布解冻并移交全国过渡委员会掌控的利比亚中央银行。

## 與國際組織之關係
- 2015年10月15日，日本與埃及、塞內加爾、烏拉圭、烏克蘭五國在第70屆聯合國大會已被選為2016年度安全理事會非常任理事國[8]。

## 雙邊協定
- 2004年9月18日，日本与墨西哥签署双边自由贸易协定，日本将对墨西哥的农产品进入日本市场降低关税和费率水平，而墨西哥将在未来10年内逐步取消日本所有钢材制品进入墨西哥市场的关税和其他费用。
- 2006年9月9日，菲律宾与日本在芬兰首都赫尔辛基签订一项双边自由贸易协定，根据该协定，日本将首次允许菲律宾医护人员前往日本工作，两国将在10年内取消对方90％以上贸易商品的关税。
- 2007年8月20日，日本首相安倍晋三访问印度尼西亚，与印尼总统苏西洛签署了双边自由贸易协定。
- 2009年7月22日，泰国外长甲西和日本外长中曾根弘文在普吉岛举行了双边会谈，双方就两国之间的引渡问题进行了讨论并签署了《日泰引渡条约》。条约规定，两国将相互遣返在押人员到本国接受审判。
- 2010年6月15日，沙特阿拉伯阿美石油公司宣布，已原则上与日本达成一项在冲绳建设储油基地的协议，以保证对日本长期和稳定的能源供应。
- 2013年6月7日，法国和日本签订了建立两国之间“特殊伙伴关系”的协定。主要围绕三个方面：重大国际问题上采取共同立场，推动经济共同发展，促进文化领域双边合作。
- 2014年3月18日，日本首相安倍晋三和越南国家主席张晋创签署防务合作协议，宣布日越两国建立战略合作伙伴关系。
- 2014年5月6日，日本与北约签署新的伙伴关系合作协议，双方将深化在打击海盗、救灾、人道主义援助等领域的合作。
- 2014年7月8日，日本首相安倍晋三与澳大利亚总理阿博特签署了防卫装备合作相关协议及经济伙伴关系协定(EPA)。
- 2014年9月2日，日本和印度两国总理签署防卫设施、技术以及军事合作协议，将两国关系上升到“特殊战略以及全球合作伙伴”层面。
- 2015年5月，日本和泰国两国政府就泰国首都曼谷至北部旅游城市清迈的高铁项目达成协议，计划在该项目中使用日本新干线铁路系统，并启动需求分析，车站建设计划和盈利性调查等。
- 2015年12月12日，日本首相安倍晋三与印度总理莫迪签署价值147亿美元的高铁订单，由日本承担从孟买到艾哈迈达巴德的印度第一条高速铁路的建设。双方还在国防科技等领域达成多项协议，并同意在民用核项目方面进行合作。
- 2020年9月11日，英国与日本簽署英日自由貿易協定[9]。

## 爭議

### 领土纠纷

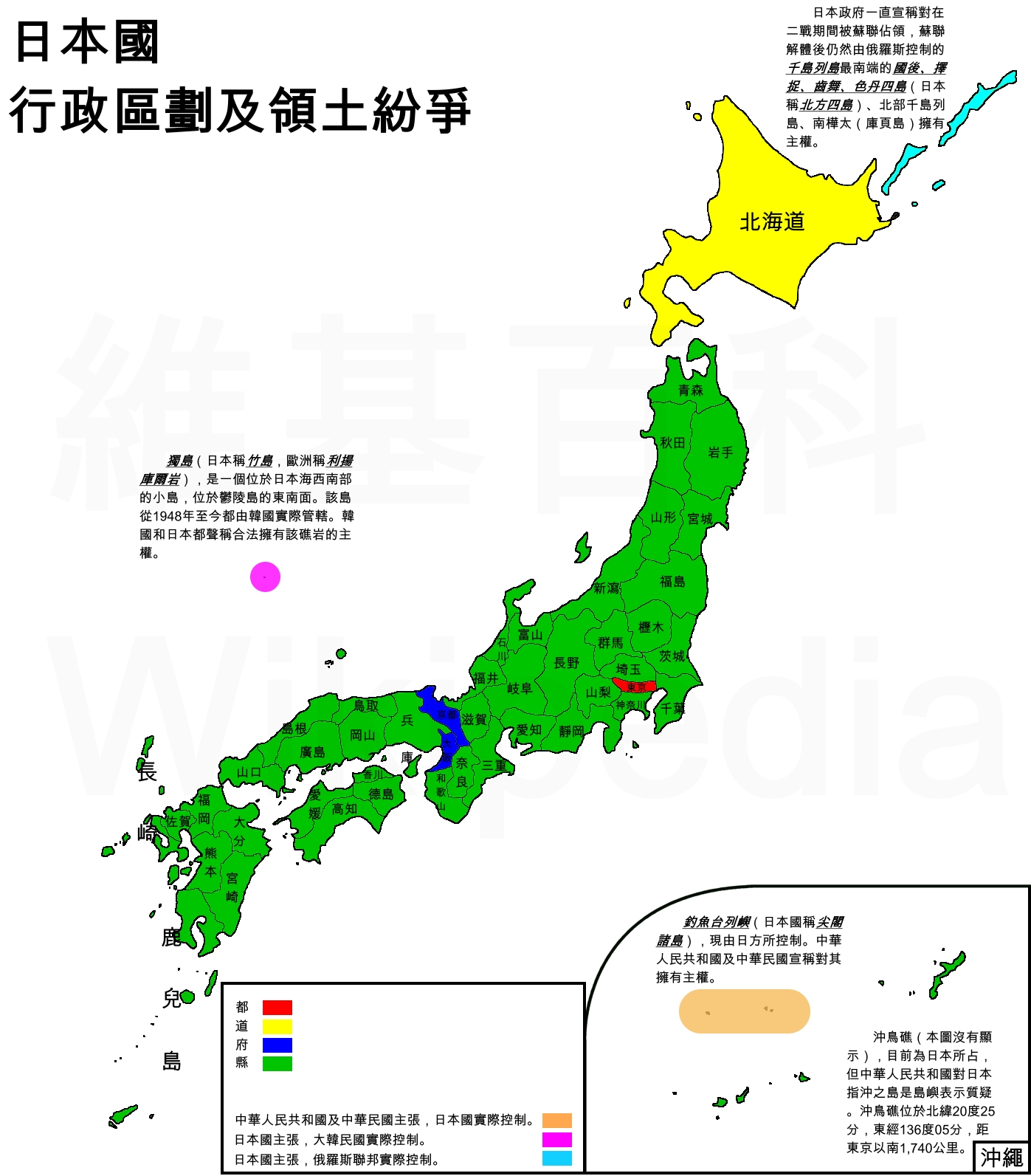
日本領土糾紛圖（繁體版、简体版）

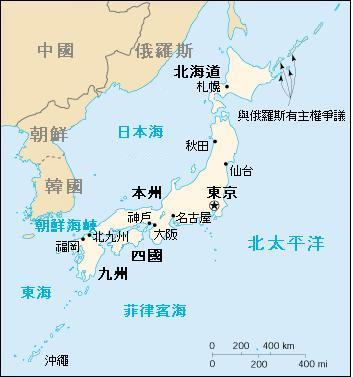
南千岛群岛/北方四島位置 地圖(臺灣 正體字)

日本與中華民國、中華人民共和國、大韓民國、朝鮮民主主义人民共和国（名义上）、俄羅斯五方有領土爭議。
- 尖阁諸岛/釣魚台列嶼主權問題

位于臺灣东北，琉球群岛西南。日本称其為尖阁諸岛，中華民國與中華人民共和國政府聲称钓鱼岛或钓鱼台列島，屬宜蘭縣管辖；现由中華人民共和國常態化巡航。
- 東海劃界及天然氣田開採

中日於東海主張的專屬經濟區重疊。中國引用大陸架自然延伸原則，主張較接近日本海岸的沖繩海槽才是兩國專屬經濟區的分界，而日本則主張按中間線劃界，不予考慮沖繩海槽的因素。2003年中國於該區開始開發天然氣田。如按中間線劃界，中國是在近自己的一方發現油田的，但日本擔心氣田開採資源可能延伸至其專屬經濟區之內，故提出抗議。雙方圍繞氣田發生一連串外交衝突。
- 北方四島/南千岛群岛主權問題

南千岛群岛，即日本稱的北方四島，包括千島群島最南端的国后、择捉、齒舞及色丹四岛。此四島於二战期间被苏联佔领，苏联解体后仍然由俄罗斯控制。日本主張擁有全部四島的主權。
- 獨島/竹島主權爭議

日本政府主張拥有位于日本海的竹岛（韩国称“独岛”）主权，但该岛现由韩国控制，韩国在这个岛上驻紮大量警察。

### 歷史問題
- 日本歷史教科書問題

爭議圍繞日本國內歷史教科書對中近代及現代歷史的描述，也涉及日本文部科學省教科書檢定與採納等議題。
- 靖國神社

被部分東亞國家視為軍國主義象徵的靖國神社建於1869年，原稱東京招魂社，1879年命名為靖國神社。原來是為了供奉戊辰戰爭的朝廷方戰死者的神社，後來供奉在各場戰爭中為國犧牲的日本人，即「護國英靈」的靈魂。於1978年起供奉被遠東軍事法庭定罪的甲級戰犯，稱該等人士為「昭和殉難者」。於2001年至2006年在任的前首相小泉純一郎於任期間每年參拜，中韓等國強烈抨擊日本政府歷史觀，要求停止參拜，並暫停與日本政府高層接觸。
另外，神社旁設二戰歷史博物館遊就館，館內對日本皇軍的文字介紹過分正面，亦展示二戰時期日軍軍備，還展出陣亡神風敢死隊軍人的相片。2006年，於美國官員參觀並對有關美國的內容作批評後，博物館修改了指責美國的內容。
- 沖之鳥島

沖之鳥島的主權屬於日本，國際上並無爭議。日本主張沖之鳥為一個島並行使其周邊43萬平方公里的專屬經濟區，但中國認為它不是島，只是岩礁，指日本只可擁有其方圓十二浬的領海。
- 日本海/東海名稱爭議

日本海的東部邊界北起為庫頁島、日本列島的北海道、本州和九州；西部邊界為俄羅斯；南部邊界為朝鮮半島。日本主張稱其為日本海；兩韓則主張稱其為東海。
- 朝鮮綁架日本人問題

是指朝鮮民主主義人民共和國（簡稱「北韓」）特務於1977年到1988年間，多次在日本以及歐洲綁架日本人的事件。2002年9月17日，在北朝鮮平壤舉行的日朝首腦會談中，北韓首次承認了過往一直予以否定的綁架日本人事件，並且為此道歉，同時保證防止再次出現此類事件。日本政府已經正式認定了與此綁架事件相關的17名受害者。

## 脚注與參考
1. ↑  程巍. . zh.cn.nikkei.com.   [2017-03-14]. （原始内容存档于2017-03-14） （日语）.
2. ↑   (PDF). 英国广播公司国际频道: 20. 2017-07-04. （原始内容 (PDF)存档于2017-07-30） （英语）.
3. ↑  . 美国皮尤研究中心. 2013-07-11. （原始内容存档于2021-05-12） （英语）.
4. ↑   (PDF). 英国广播公司国际频道: 10. 2011-03-07. （原始内容 (PDF)存档于2021-06-25） （英语）.
5. ↑  . Malaysian Investment Development Authority. 2013-07-29  [2014-01-25]. （原始内容存档于2014-02-01）.
6. ↑  . www.enanyang.my. 2019-09-02  [2020-11-20] （中文（简体））.
7. ↑  . 中國報 China Press. 2019-12-29  [2020-11-20]. （原始内容存档于2021-03-03） （美国英语）.
8. ↑  國際中心. . 蘋果日報. 2015年10月16日  [2015年10月16日]. （原始内容存档于2016年3月4日） （中文（繁體））. 第70屆聯合國大會15日上午舉行全體會議，選舉2016到2017年度安理會非常任理事國，日本、埃及、塞內加爾、烏拉圭和烏克蘭五國順利當選。
9. ↑  .   [2020-09-12]. （原始内容存档于2020-09-12）.
10. ↑  日本外務省資料"竹島問題の概要" （页面存档备份，存于）
11. ↑  .   [2007-06-28]. （原始内容存档于2007-06-02）.